# 빌인

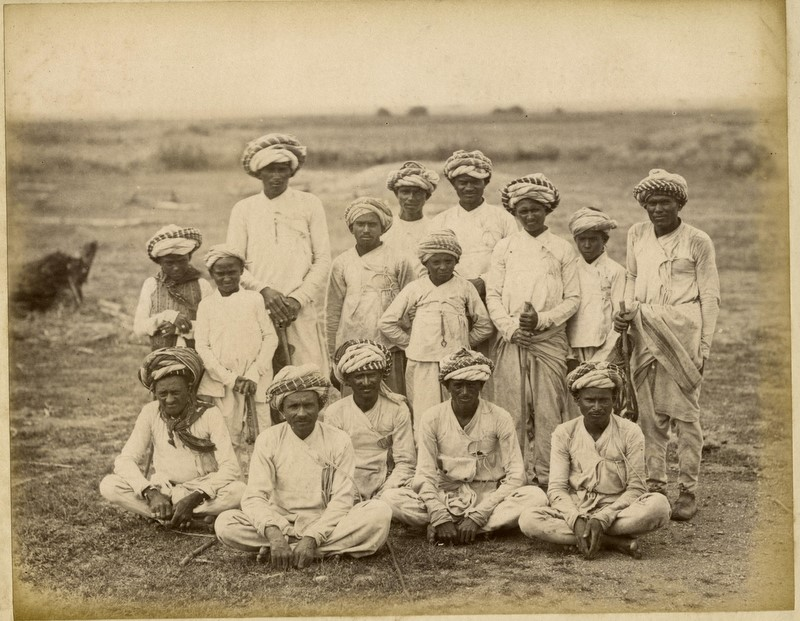

빌인(Bhil)은 인도 서부의 민족 집단으로, 구자라트주, 마디아프라데시주, 차티스가르주, 마하라슈트라주, 라자스탄주에 걸쳐 분포한다. 파키스탄 신드주에도 신드화된 빌인 유래의 집단이 존재한다. 이들은 카스트 체계에 속하지 않는 부족 집단으로 여겨졌다. 본래 서부 인도에서 숲이나 언덕에 사는 다양한 부족 집단의 원주민들을 싸잡아 가리키던 포괄적 용어로, "활"을 뜻하는 드라비다어 어휘에서 이름이 유래했다고 추정된다. 이들은 인도아리아어군의 빌어를 사용한다.

## 같이 보기
- 지정 카스트 및 지정 부족